# 圖庫蒂
圖庫蒂（西班牙語：Tucutí），是巴拿馬的城鎮，位於該國東部，由達連省的切皮加納區負責管轄，面積23.1平方公里，海拔高度123米，2010年人口1,200，人口密度每平方公里51.9人。